# Crise diplomática entre Espanha e Guiné Equatorial em 1969
A crise diplomática entre Espanha e Guiné Equatorial em 1969, também conhecida como Crise das Bandeiras (em castelhano:  Crisis de las banderas), refere-se ao conflito político e diplomático que irrompeu entre os dois países logo após a independência do segundo e que provocou a saída da maioria da população origem espanhola do mesmo, coincidindo com a denúncia de uma suposta tentativa de golpe de Estado por parte do governo da Guiné Equatorial e o início de um período de repressão política nesse país africano.

## Antecedentes
Os acordos firmados por Espanha e Guiné Equatorial anexos a assinatura da independência de 12 de outubro de 1968 estabeleciam a presença de um corpo de funcionários espanhóis, bem como forças de segurança espanholas. Entretanto, após a independência ocorreu uma fuga de capitais que deixou a Guiné Equatorial à beira da bancarrota e dependente de empréstimos concedidos pelo Estado espanhol.
Os cofres dos dois únicos bancos existentes no país, o Banco Exterior de España e o Banco Español de Crédito, estavam vazios. O novo governo não podia pagar os funcionários e não possuía moeda própria (a peseta guinéu-equatoriana derivava da peseta espanhola) ou banco nacional. Além disso, o novo Estado utilizaria os orçamentos aprovados pelo governo espanhol para as duas províncias africanas, bianuais, conforme os acordos de transição assinados. Porém a Espanha se recusou a honrar esses acordos, o que ajudou a acrescentar tensão nas relações entre os dois países.
Em 26 de dezembro de 1968, após o regresso ao país do opositor político Bonifacio Ondó Edu do exílio no Gabão e a sua posterior prisão pela polícia guinéu-equatoriana, o funcionário espanhol Martín Zato, que ocupava o cargo de Fiscal General do Supremo Tribunal da Guiné Equatorial em Malabo (na época ainda chamado de Santa Isabel), visitou o Ministro do Interior para inteirar-se sobre a situação. Seria expulso do país pouco depois. Alguns dias mais tarde, em 30 de dezembro, Macías expulsa outro funcionário espanhol, o ex-secretário do Governo Civil de Fernando Poo, Fernando Rodríguez López Lammes.
Em 10 de janeiro de 1969, os funcionários espanhóis que trabalhavam no Ministério das Finanças guinéu-equatoriano se demitem em bloco afirmando que o governo de Macías não lhes faz um pagamento efetivo. A resposta do presidente é a proibição de que abandonem o território. No final do mês de janeiro, Macías congela as contas bancárias dos funcionários do Tesouro.

## Crise das Bandeiras
Em 15 de fevereiro de 1969, o vice-presidente Edmundo Bossio, por ordem presidencial, convocou o cônsul-geral da Espanha, Jaime Abrisqueta, para pedir-lhe que retirasse a bandeira espanhola de sua residência, o que o último não concordou.
No dia 23, Francisco Macías declarou persona non grata  o cônsul-geral Abrisqueta e ordenou ao comandante Juan Tray que enviasse um piquete da Guarda Nacional para a chancelaria consular para retirar a bandeira. Imediatamente o vice-presidente do governo espanhol, o almirante Carrero Blanco entrou em contato com o ministro das Relações Exteriores, Fernando María Castiella, enviando um telegrama pelo qual ordenava o embaixador espanhol na Guiné Equatorial, Juan Durán-Lóriga, agir "de maneira enérgica e imediata".
No dia 25, a bandeira foi hasteada novamente. No mesmo dia, o presidente na presença do ministro da Educação, José Nsué Angüe Osa, recebeu o embaixador espanhol. Após algumas negociações, o embaixador é declarado persona non grata e é informado que deve deixar o país, ao qual o embaixador responde ordenando para a noite de 26 de fevereiro um plano combinado de ocupação militar de Bata e Malabo. Na noite de 26 a 27, as forças espanholas ainda presentes na Guiné Equatorial são mobilizadas em diferentes pontos estratégicos do país: aeroporto, telégrafos, estações de TV e de rádio, porto, quartéis da Guarda Colonial, delegacias, Guarda Marítima, Palácio Presidencial, ministérios; e bloqueiam o acesso à capital de San Carlos (atual Luba ou San Carlos de Luba), Rebola e Basilé. O quartel-general é instalado na embaixada espanhola. Macías, na manhã do dia 27, declara estado de emergência. No entanto, durante o dia 27, são fornecidas instruções a partir da Espanha para abortar esta operação. Macías exige a expulsão da Guarda Civil e envia um telegrama para as Nações Unidas (ONU), no qual revela a mobilização das forças espanholas e acusa o embaixador espanhol pela iniciativa, exige a retirada das tropas e o envio dos Capacetes Azuis, enquanto a Espanha declara através do embaixador na ONU, Jaime de Piniés, que só retirará tropas quando todos os espanhóis tiverem saído. No mesmo dia, a embaixada espanhola ordena a evacuação de todos os espanhóis. Ao longo do dia, ocorrem tiroteios e incidentes violentos, no qual morre um homem espanhol, Juan José Bima Martí, de 27 anos.
Em 2 de março, depois de dois dias muito tensos, Juan Luis Pan de Soraluce substituiu Durán-Lóriga como embaixador.
A crise é agravada pela morte em estranhas circunstâncias do Ministro das Relações Exteriores, Atanasio Ndongo, a quem Macías acusa de organizar uma tentativa de golpe de Estado apoiada pela Espanha na noite de 4 a 5 de março.
Macías empreende na sequência do golpe um expurgo em todo o aparato administrativo e político do país, iniciando um regime ditatorial.  De forma imediata, são detidos e assassinados Saturnino Ibongo, embaixador da ONU, Pastor Torao Sikara, presidente da Assembleia Nacional, Armando Balboa, Ministro da Informação e do Turismo, e o opositor político Bonifacio Ondó Edu. Outros ministros e funcionários que foram relacionados à tentativa de golpe também são assassinados ou perseguidos, incluindo Gustavo Watson Bueco (falecido em 1972) e Agustín Nve, deputados na Assembleia Nacional, Enrique Gori (falecido em 1972), Presidente da Deputação de Fernando Poo e Federico Ngomo (falecido em 1971), Presidente da Deputação de Río Muni. A estes, deve-se citar outros políticos como Norberto Balboa, Vicente Ntutumu, Luis Angue Bacale e Santiago Osa. Seguiu-se a petição da Espanha junto à ONU para o envio de observadores e outras iniciativas diplomáticas, como as negociações com o imperador etíope Haile Selassie ou uma petição urgente da Cruz Vermelha Internacional relacionada com os fatos.

## Evacuação da população espanhola
No dia 5, as Nações Unidas decidem enviar observadores. No dia 8 chegam a Tenerife pelo navio espanhol Ciudad de Pamplona, da companhia Trasmediterránea, 460 pessoas embarcadas do país africano, que se juntaram a outras 243 pessoas que haviam deixado o país naquele dia até Espanha em um Super DC-8. Os observadores internacionais da ONU chegam no dia 10 em Malabo e no dia 13 em Bata. A missão consegue impor um prazo de dois meses para a retirada dos espanhóis e suas tropas. As dependências da Guarda Civil são fortificadas com sacos de areia e postos de metralhadoras. Em 13 de março fogem precipitadamente até Madrid 346 pessoas num avião, uma vez que as baterias da fragata Pizarro (F-31)  são apontadas para o palácio presidencial. No dia 15 novamente foi dificultada saída da população para a Espanha.  Em 21 de março, Macías novamente exige a retirada dos espanhóis e suas tropas; o Secretário-Geral das Nações Unidas, U Thant, repreende a Guiné Equatorial pelo não cumprimento do prazo perante o Conselho de Segurança das Nações Unidas. No dia 23 chegam os navios de transporte da Armada Espanhola e se inicia a evacuação em Bata, sob a supervisão dos observadores da ONU e da Organização da Unidade Africana (OUA). Durante várias semanas, aviões e barcos partem da Guiné Equatorial repletos de passageiros. Em 5 de abril é certificada por observadores da ONU o procedimento de evacuação total das forças espanholas. No total, 6.800 espanhóis foram repatriados juntamente com 514 veículos. Os prejuízos patrimoniais e pessoais dos repatriados são difíceis de avaliar.
No total, participaram da evacuação os seguintes navios da Armada: a fragata Pizarro (F-31), o cruzador pesado Canarias (C-21), o navio-petroleiro Teide (A-11), a corveta Descubierta (F-51) e os transporte de ataque Aragón (TA-11) e Castilla (TA-21).